# 哥本哈根市中心
55°41′N 12°35′E / 55.68°N 12.58°E

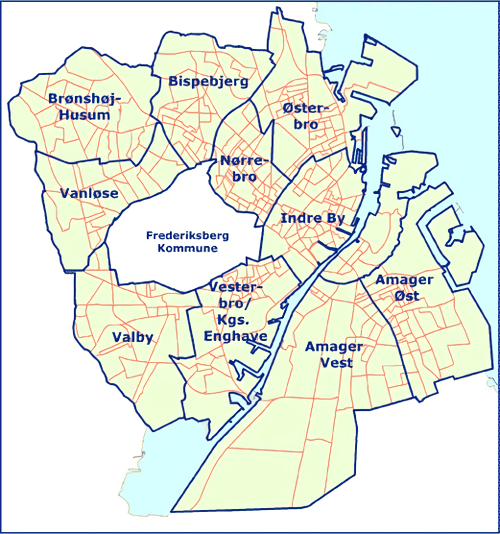
哥本哈根市鎮行政區劃

哥本哈根市中心（Indre By）是哥本哈根市鎮的一個區，位於丹麥首都哥本哈根中心。哥本哈根市中心面積4.65 km²，人口26,223人，人口密度是每平方公里5,638人。哥本哈根市中心是哥本哈根市內歷史最久的地區。

## 外部連結
- City of Copenhagen’s statistical office
- Photos from around Copenhagen City